# Chotín
Chotín est un village de Slovaquie situé dans la région de Nitra.

## Histoire
Première mention écrite du village en 1138.

## Démographie

### Évolution de la population
| Année:               | 1994. | 2004.   | 2014.   | 2024.   |
| -------------------- | ----- | ------- | ------- | ------- |
| Nombre de personnes: | 1468  | 1417    | 1383    | 1385    |
| Différence:          |       | -3,47 % | -2,39 % | +0,14 % |

| Année:               | 2023. | 2024.   |
| -------------------- | ----- | ------- |
| Nombre de personnes: | 1392  | 1385    |
| Différence:          |       | -0,50 % |